# کیت آلدریچ
کیت آلدریچ (انگلیسی: Kate Aldrich؛ زادهٔ ۳۱ اکتبر ۱۹۷۳) خواننده اپرا اهل ایالات متحده آمریکا با صدای متزوسوپرانو است.
او در تالار اپرای متروپولیتن نیویورک، اپرای سان‌فرانسیسکو و تئاتر ملی پراگ برنامه اجرا کرده و نقش‌هایی در دختر ایتالیایی در الجزایر، آرایشگر سویل، سیندرلا، نابوکو و نیروی سرنوشت ایفا نموده‌است.
برجسته‌ترین نقش او در اپرای آیدا به کارگردانی فرانکو زفیرلی در سال ۲۰۰۱ بود که به او شهرت جهانی بخشید.
او برندهٔ جوایز گوناگونی چون جایزهٔ آلفرد رادوک و جایزه تالیا شده‌است.